# Adiri (continent)
Adiri is een grote landmassa op Saturnus' maan Titan. Het is vernoemd naar Adiri, het Melanesische paradijs. 
Adiri ligt ten westen van Shangri-La op hogere grond. Het wordt begrensd door de grotere gebieden van hoge grond: Ching-Tu in het zuiden, Belet in het westen, en Shangri-La in het oosten.
De Huygens sonde landde op een oostelijk deel van Adiri, dicht bij de grens met Shangri-La.